# Friedrich Schauta (Mediziner)

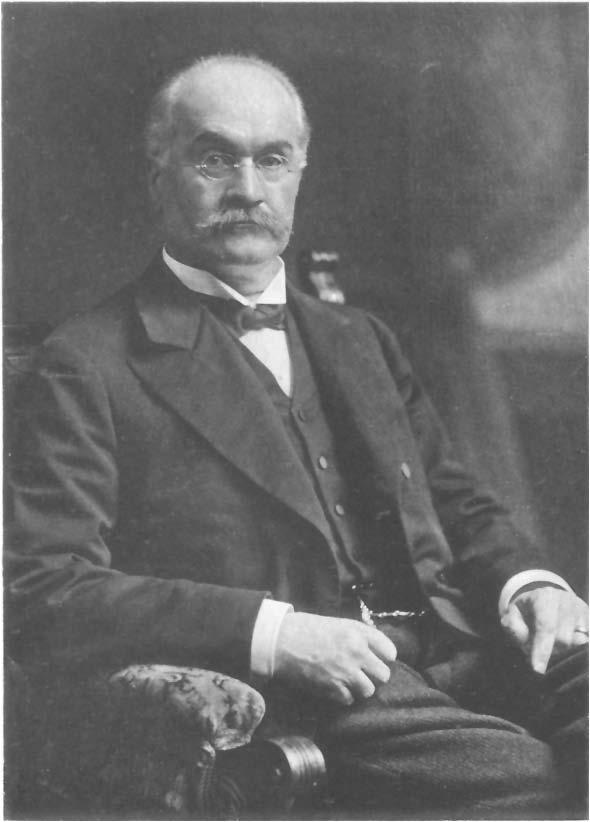
Friedrich Schauta

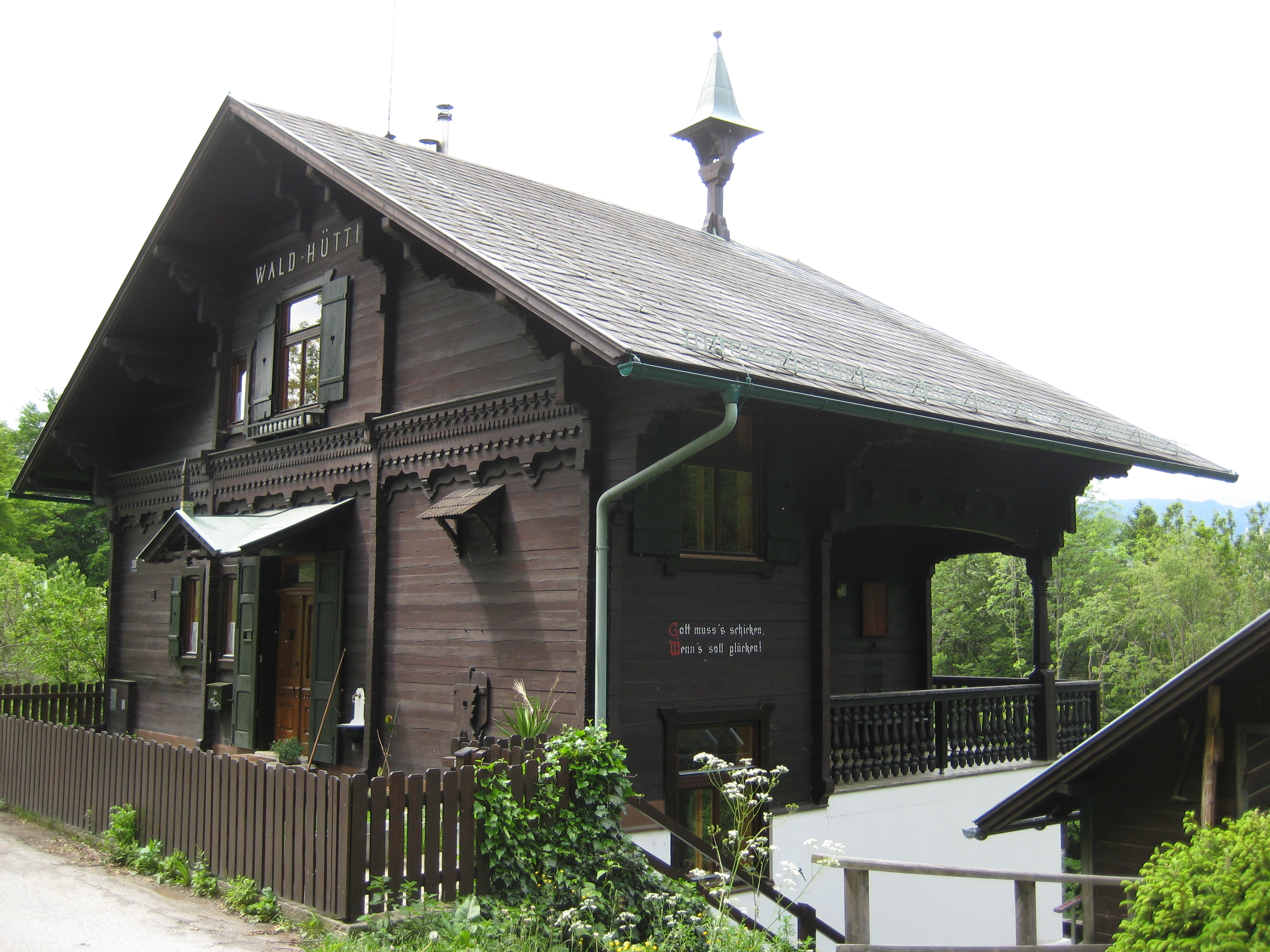
Sommervilla „Villa Waldhütte“, die Friedrich Schauta in Reichenau an der Rax erbauen ließ

Friedrich Schauta (* 15. Juli 1849 in Wien; † 10. Jänner (Januar) 1919 ebenda) war ein österreichischer Frauenarzt und Geburtshelfer.

## Werdegang
Schauta begann sein Medizinstudium in seiner Geburtsstadt Wien, wechselte dann zur Universität Innsbruck und später zur Julius-Maximilians-Universität Würzburg. 1874 promovierte er in Wien zum Dr. med. Sein Hauptinteresse galt zunächst der Chirurgie: 1874 wurde er Assistent im Operationsinstitut von Hofrat Johann von Dumreicher. Später wandte er sich der Gynäkologie zu und arbeitete von 1876 bis 1881 als Assistenzarzt und Arzt an der II. Universitäts-Frauenklinik unter Joseph Späth in Wien. 1881 habilitierte er sich als Dozent für Gynäkologie und Geburtshilfe. Im gleichen Jahr wurde er als zusätzlicher Professor für diese Fachgebiete nach Innsbruck an die dort neugegründete Universitäts-Frauenklinik berufen, wo er 1883 außerordentlicher und 1884 ordentlicher Professor wurde.
1887 nahm Schauta einen Ruf als Nachfolger von August Breisky nach Prag an, kehrte aber 1891 als Nachfolger von Carl Braun von Fernwald auf den Lehrstuhl für Frauenheilkunde und Geburtshilfe an der I. Universitäts-Frauenklinik nach Wien zurück. Zusammen mit Rudolf Chrobak, seit 1879 Leiter der II. Wiener Universitäts-Frauenklinik, entwarf und leitete Schauta den Neubau der Wiener Frauenkliniken. Er wirkte aktiv in dem im Jahr 1907 von dem Gynäkologen Hugo Klein (1863–1937) ins Leben gerufenen „Österreichischen Bundes für Mutterschutz“ mit, in dem auch die Frauenrechtlerin Marianne Hainisch (1839–1936) und Sigmund Freud tätig waren.
Friedrich Schauta wurde am Wiener Zentralfriedhof in einem ehrenhalber gewidmeten Grab bestattet. Im Jahr 1929 wurde die Schautagasse in Wien-Favoriten nach ihm benannt.

## Leistungen
Schauta erkannte und nutzte die bahnbrechenden Fortschritte auf den Gebieten der Radiologie, Bakteriologie, Histologie und Serologie. Seine Hauptleistung war 1908 die Einführung einer als vaginale Radikaloperation bezeichneten Operation bei Gebärmutterhalskrebs (Kollumkarzinom), bei der Gebärmutter und Eierstöcke von der Scheide aus entfernt werden (Schauta-Stoeckel-Operation). Schauta führte mit Ernst Wertheim eine wissenschaftliche Auseinandersetzung um die Operationstechnik bei Gebärmutterhalskrebs. Wertheim entfernte in einer abdominalen Radikaloperation nach Eröffnung der Bauchdecke Gebärmutter, Lymphknoten und das parametrane Bindegewebe. Beide Methoden waren risikoreich. Bei der Wertheimschen Radikaloperation starben, bedingt durch die Größe und die Dauer des Eingriffes, bis zu 74 Prozent der Patientinnen. Bei der Schautaschen Operation starben weniger Frauen unmittelbar nach der Operation. Durch den schwierigen Zugang war die Operation allerdings selten radikal genug, sodass nur wenige Frauen von ihrem Krebsleiden geheilt werden konnten. Einen entscheidenden Fortschritt brachte erst die Einführung der Radiumbestrahlung im Jahr 1913.

## Schriften
- Grundriss der operativen Geburtshilfe. Wien 1885.
- Diagnose der Frühstadien chronischer Salpingitis. Archiv für Gynäkologie, Berlin, XXXIII.
- Gynäkologischer Beinhalter. Prager Medizinische Wochenschrift, 1889.
- Cystische Myome. Zeitschrift für Heilkunde. X.
- Die Beckenanomalien. In Müller’s Handbuch der Geburtshilfe, 2. Auflage; Stuttgart, 1888.
- Cloakenbildung. Archiv für Gynäkologie, Berlin, XXXIX.
- Indicationsstellung der vaginalen Totalexstirpation. Archiv für Gynäkologie, Berlin, XXXIX.
- Indication und Technik der vaginalen Totalexstirpation. Zeitschrift für Heilkunde. 1891.
- Beiträge zur Lehre von der Extrauterinschwangerschaft. Prag 1891.
- Behandlung des normalen Wochenbettes. Berlin, 1892.
- Indication und Technik der Adnexoperationen. Verhandlungen der deutschen Gesellschaft für Gynäkologie, 1893.
- Operation fixierter Blasenscheidenfisteln. Monatsschrift für Geburtshilfe und Gynäkologie, I. 1895
- Operation von Mastdarmscheidenfisteln. Verhandlungen der deutschen Gesellschaft für Gynäkologie, 1896.
- Sectio caesarea vaginalis. Heilkunde, 1898.
- Lehrbuch der gesamten Gynäkologie. Leipzig und Wien, 1895–1894. (italienische Übersetzung Turin, 1898; 3. Auflage, 1906–1907.)
- Die Österreichischen Gebäranstalten 1848-1898. In: Österreichische Wohlfahrtseinrichtungen, 3. Auflage; Wien, 1901.
- Tabulae gynaecologicae. Mit  Fritz Hitschmann (1870–1926). Wien, 1905.
- Die erweiterte vaginale Totalexstirpation des Uterus bei Kollumkarzinom. Wien und Leipzig, 1908.
- Die Frau mit 50 Jahren. Wien, 1915.